# Anisodes rubrannulata
Anisodes rubrannulata är en fjärilsart som beskrevs av Louis Beethoven Prout 1910. Anisodes rubrannulata ingår i släktet Anisodes och familjen mätare. Inga underarter finns listade i Catalogue of Life.